# پیز کاواردیراس
پیز کاواردیراس (به لاتین: Piz Cavardiras) یک کوه در سوئیس است که در کانتون گراوبوندن واقع شده‌است. پیز کاواردیراس ۲٬۹۶۴ متر بالاتر از سطح دریا واقع شده‌است.